# Stigmella myricafoliella
Stigmella myricafoliella là một loài bướm đêm thuộc họ Nepticulidae. Nó được tìm thấy ở Florida và Nova Scotia.
Sải cánh dài 5-5.2 mm.

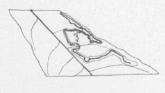
Mine

Ấu trùng ăn Myrica species.Chúng ăn lá nơi chúng làm tổ.